# Sy
Sy ist eine französische Gemeinde mit 56 Einwohnern (Stand 1. Januar 2022) im Département Ardennes in der Region Grand Est. Sie gehört zum Arrondissement Vouziers, zum Kanton Vouziers und zum Gemeindeverband Argonne Ardennaise.

## Geografie
Die Gemeinde Sy liegt 22 Kilometer nordöstlich von Vouziers. Umgeben wird Sy von den Nachbargemeinden Tannay-le-Mont-Dieu im Nordwesten und Norden, Les Grandes-Armoises im Nordosten, Oches im Osten, Verrières im Südosten und Süden, Brieulles-sur-Bar im Süden sowie Les Petites-Armoises im Südwesten.

## Bevölkerungsentwicklung
| Jahr                       | 1962 | 1968 | 1975 | 1982 | 1990 | 1999 | 2005 | 2019 |
| Einwohner                  | 93   | 82   | 56   | 61   | 50   | 45   | 42   | 52   |
| Quellen: Cassini und INSEE |      |      |      |      |      |      |      |      |

## Sehenswürdigkeiten

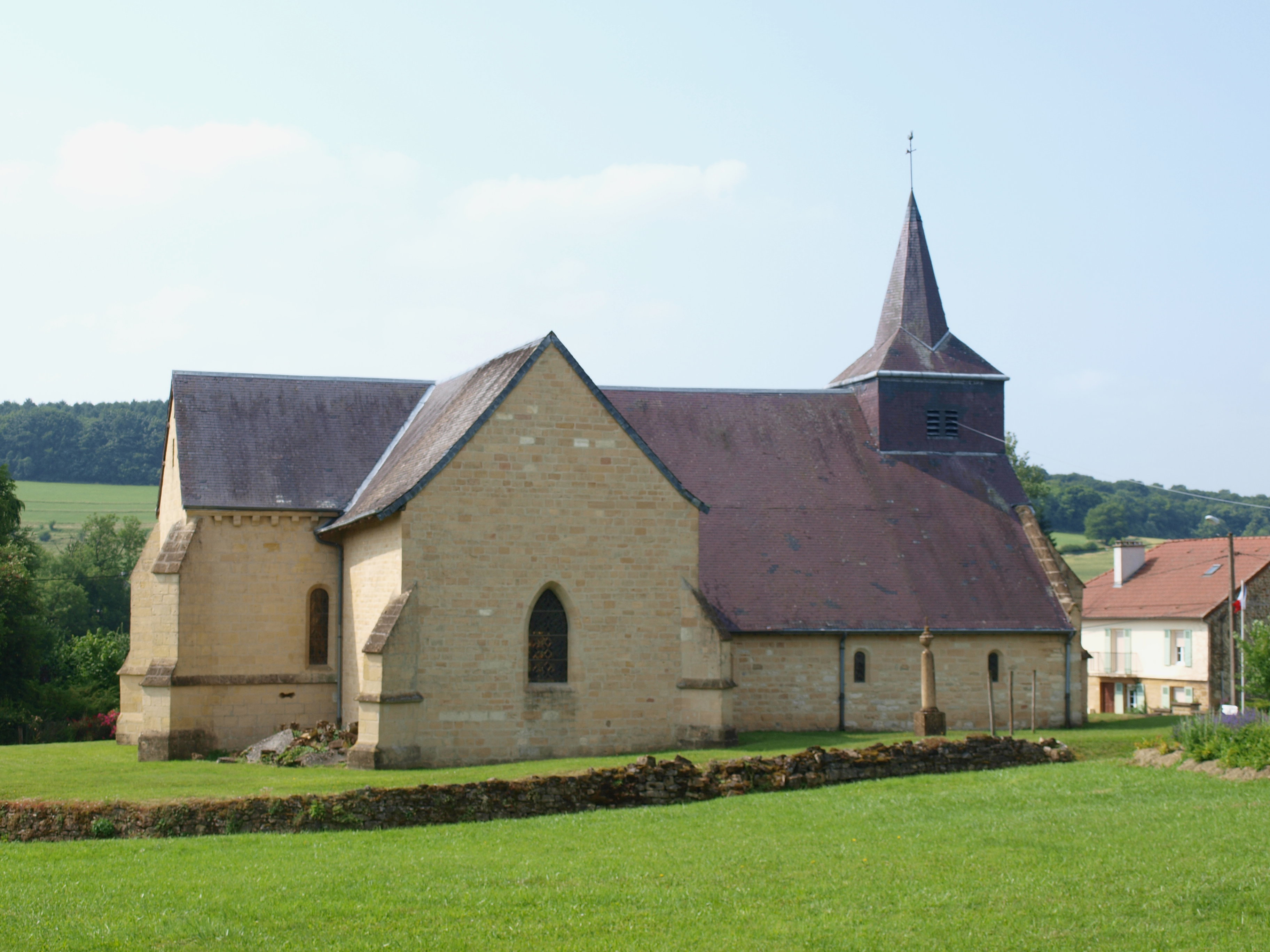
Kirche Saint-Laurent

- Kirche Saint-Laurent